# Nasino
Nasino (en lígur: Naxin) és un comune (municipi) a la província de Savona, a la regió italiana de la Ligúria, situat uns 80 km al sud-oest de Gènova i uns 40 km al sud-oest de Savona. A 31 de desembre de 2017 la seva població era de 193 habitants.
Nasino limita amb els següents municipis: Alto, Aquila di Arroscia, Castelbianco, Erli, Garessio, Onzo, Ormea i Ranzo.